# Kloroplast

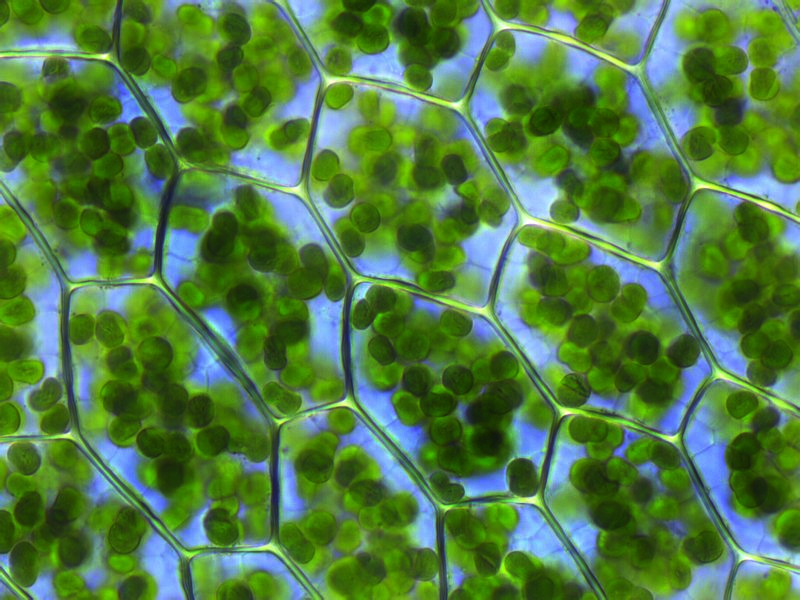
Synliga kloroplaster in celler av Plagiomnium affine,
en mossa

Kloroplastens struktur hos en typisk högre ordningens växt

Kloroplaster är en typ av organeller som finns i växternas och algernas celler. Kloroplasterna innehåller pigmentet klorofyll. Deras viktigaste uppgift är att utföra fotosyntes, vilket innebär att de absorberar ljus och omvandlar dess energi till kemisk form i energilagringsmolekylerna ATP och NADPH samtidigt som gasformigt syre frigörs från vatten. Energin i ATP och NADPH kan sedan användas för att bygga om koldioxid till organiska molekyler i en process som heter calvincykeln. Kloroplasterna utför också ett stort antal andra uppgifter, till exempel produktion av fettsyror, produktion av aminosyror och immunreaktioner. 
Kloroplasterna är omgivna av dubbla membraner och innehåller förutom klorofyllet och andra färgämnen, de enzymer som behövs vid fotosyntesen. 
Inuti kloroplasterna finns tylakoider. Dessa är membransystem med klorofyllkomplex, och det är här själva fotosyntesen sker. 
Kloroplasterna är mycket rörliga inne i cellen och ibland delar de upp sig i två stycken. Deras beteende påverkas starkt av omgivningens förändringar, till exempel i ljusets färg och intensitet. Liksom mitokondrier har kloroplasterna eget DNA, vilket har ärvts från de fotosyntetiserande cyanobakterier som de härstammar från genom att de för mycket länge sedan blev inkorporerade i en eukaryotisk cell, så kallad endosymbios. Detta har troligtvis inträffat en enda gång, vilket skulle betyda att kloroplaster härstammar från en enda bakterie. Trots detta finns kloroplaster nu i mycket olika organismer, till och med i organismer som inte är direkt släkt med varandra. Det senare beror på senare sammanslagningar av eukaryotiska celler där den ena innehåller kloroplaster. 
Ordet kloroplast (χλωροπλάστης) har skapats från de grekiska orden chloros (χλωρός), som betyder grön, och plastes (πλάστης), som betyder den som formar. 